# Raspberry Magic
Raspberry Magic is een Amerikaanse dramafilm uit 2010 onder de regie van Leena Pandharkar, met in de hoofdrollen Lily Javaherpur, Meera Simhan en Ravi Kapoor. Raspberry Magic werd voor het eerst vertoond op het Cinequest Film Festival 20 in 2010.

## Verhaal
Monica is een elfjarig meisje dat ervan overtuigd is dat ze een wetenschapsbeurs moet winnen om haar vader, die zijn familie achter heeft gelaten, terug te krijgen. Voor de beurs onderzoekt ze wat het beste is om frambozen te laten groeien, puur natuur of liefde en verzorging.

## Rolverdeling
| Acteur            | Personage       |
| ----------------- | --------------- |
| Lily Javaherpour  | Monica Shah     |
| Meera Simhan      | Nandini Shah    |
| Ravi Kapoor       | Manoj Shah      |
| Keya Shah         | Gina Shah       |
| Bella Thorne      | Sarah Patterson |
| Randall Batinkoff | Dylan           |
| Alison Brie       | Ms. Bradlee     |
| Andy Gates        | Caden Smith     |
| David Alan Graf   | Andy Blackstone |